# Carnaval en España
El Carnaval en España es una antigua celebración festiva documentada desde la Edad Media y con una rica personalidad propia a partir del Renacimiento que ha quedado recogida en la literatura española y otras artes localizadas en los diferentes pueblos que componen el Estado español. Como en el resto de los carnavales mundiales supone una suma de diferentes fiestas paganas asociadas a las celebraciones cristianas, en este caso a la Cuaresma. Con una historia y planteamiento más recientes son conocidos con rango internacional los modelos tinerfeño y gaditano. En casi todos los modelos de fiesta carnavalesca española tienen especial tradición el Jueves Lardero y el Miércoles de Ceniza (celebrado 46 días antes de Pascua de Resurrección).
Los carnavales de Santa Cruz de Tenerife y Cádiz (1980), de Águilas (2015), Badajoz (2022), y de Las Palmas de Gran Canaria (2023), tienen la categoría de Fiesta de Interés Turístico Internacional.

## Festejos por comunidad autónoma y provincia

### Andalucía

#### Provincia de Cádiz
- Carnaval de Algeciras
- Carnaval de Cádiz

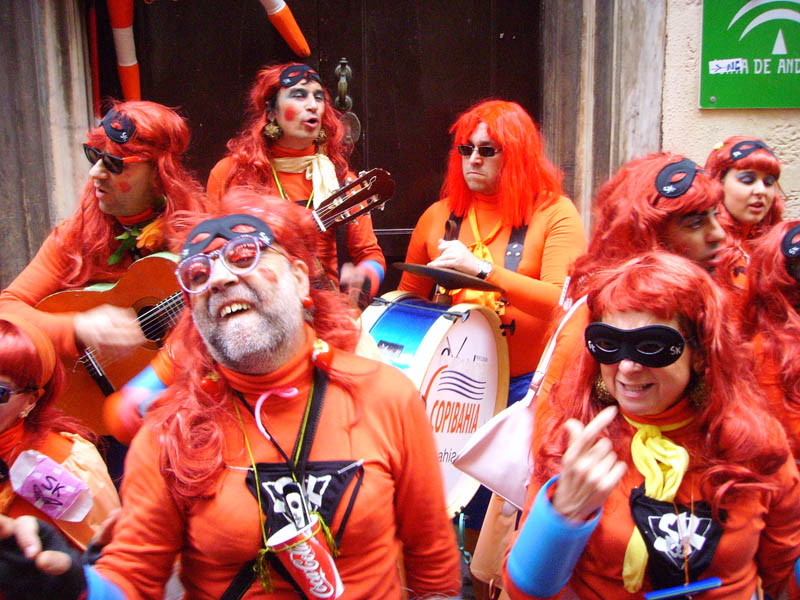
Chirigota del Carnaval de Cádiz.

El Carnaval de Cádiz, considerado uno de los más famosos de España y reconocido de Interés Turístico Internacional, junto con el de Santa Cruz de Tenerife (Islas Canarias), el de Águilas (Región de Murcia), el de Badajoz (Extremadura) y el de Las Palmas de Gran Canaria (Islas Canarias).
Respecto a los orígenes del Carnaval los estudiosos remiten hasta precedentes de distintas civilizaciones que, sin usar el mismo concepto de la fiesta, han manejado objetos y utensilios similares a los que se usan en Carnaval, y recuerdan el origen remoto que pueden suponer las bacanales (fiestas en honor de Baco), las saturnales (al Dios Saturno) y lupercales (al Dios Pan), celebraciones que se conocieron tanto en la antigua Grecia como en la Roma clásica.
- Carnaval de Chiclana de la Frontera.
- Carnaval de El Puerto de Santa María.
- Carnaval de San Fernando

#### Provincia de Córdoba
- Carnaval de Córdoba

#### Provincia de Huelva
- Carnaval de Ayamonte
- Carnaval de Isla Cristina

Aunque de dimensiones más modestas que el de Cádiz, el carnaval de Isla Cristina posee una amplia tradición debido a sus orígenes, gente de la mar que una vez al año disfrutaban de la vida para volver la temporada siguiente a la dura vida en el océano. Este carnaval se parece más al de Cádiz, con sus murgas y comparsas, que a cualquier otro de España y seguramente le sigue en importancia dentro de Andalucía, aglutinando en su teatro a agrupaciones tanto regionales (Huelva, Sevilla y Cádiz) como de la vecina Portugal. En la ciudad se ha creado un Museo del Carnaval que recoge las costumbres y tradiciones del carnaval isleño.

### Aragón

#### Provincia de Huesca
En el Sobrarbe, el rito, la historia y la diversión se mezclan para celebrar estas fiestas que, en su mayoría, pervivieron inalterables tras la Guerra Civil y las prohibiciones franquistas, conservando su sabor popular. En muchas poblaciones de Sobrarbe se ha conservado gran parte de esta tradición a través de los personajes y símbolos carnavalescos que se mantienen de forma clara a pesar de la adaptación a los nuevos tiempos. También son numerosas las referencias a Carnavales hoy desaparecidos como los celebrados en Jánovas, Boltaña o Broto, y a otros recuperados en las últimas décadas y que muestran gran interés etnológico. En todos ellos, lo importante es divertirse, bailar y disfrutar de la magia de Carnaval.
- Carnaval de Bielsa

Bielsa celebra uno de los Carnavales más afamados y tradicionales del Pirineo oscense. Los jóvenes se disfrazan de “trangas”, personajes míticos mitad humanos y mitad animales -machos cabríos, por lo general-, que son símbolos de la virilidad y la fertilidad, y que se dedican a asustar e intimidar a quienes se encuentren en su camino. Las jóvenes van ataviadas de "madamas", con vestidos blancos y gorros adornados de cintas de colores. Son la representación de la pureza. Pero hay más personajes en las calles belsetanas: onsos, domadores, amontanos, caballés o garretas. Pero además hay un muñeco que encarna la figura del Carnaval, Cornelio Zorrila. Durante las fiestas Cornelio penderá de la fachada del ayuntamiento viendo el bullicio y la alegría. Tras los pasacalles, charangas, verbenas y resto de actividades festivas, Cornelio será “ajusticiado”, poniendo fin al Carnaval belsetano.
- Carnaval de Torla-Ordesa

En Torla-Ordesa el Carnaval es una bestia negra, con cuernos y cubierta de pieles, que representa todo lo malo que ha sucedido durante el año. Vive en Ordesa y allí está hasta que “El Tenedor” va a darle caza, para, posteriormente, exhibirlo, atado y humillado, por las calles de Torla-Ordesa, hasta que es juzgado y condenado.
- Gistaín / Chistén (Valle de Gistaín)

En Gistaín el Muyén es la representación antropomorfa del Carnaval. Como otras "encarnaciones carnavaleras" el Muyén recorre las calles con las rondas hasta que el domingo de Piñata es ajusticiado, dando comienzo al periodo de Cuaresma.
- San Juan de Plan / (San Chuan de Plan) (Valle de Gistaín)

Los mayordomos y las madamas en San Juan de Plan son los encargados de organizar una fiesta en la que se pasea al Peirot, muñeco con ropas viejas que va montado sobre un burro, junto con las rondas que van pidiendo por las casas. La quema del Peirot en la plaza Mayor marca el final del Carnaval. Antes, los mayordomos y las madamas habrán protagonizado el pasodoble “Domingo de Carnaval”, baile reservado exclusivamente para ellos y vigilado por el Melitá, especie de militar que evita que las parejas se acerquen demasiado.
- Plan (Valle de Gistaín)

Plan tiene un Carnaval más sosegado y familiar. Esta fiesta se celebra junto con las águedas y son los mozos del pueblo quienes organizan y realizan la ronda que recorre las calles de la localidad y que está dividida en grupos de edad. Por la noche se celebra el baile de disfraces.
- Nerín

Nerín tiene como personaje protagonista al Carnuz. Un muñeco construido con trapos viejos y relleno de paja, que es juzgado y condenado a morir en la hoguera tras el baile. Una vez completado este trámite, en la madrugada, los vecinos recorren las calles de Nerín en una sonora esquillada.

#### Provincia de Teruel
- Carnavales de Luco de Jiloca, con los zarragones y madamas.
- Carnaval de Villafranca del Campo, con la tradicional azuletada el martes de carnaval.
- Carnaval de Torrelacárcel, con los mascarones y viejas.

#### Provincia de Zaragoza
- Cinco Villas

En las Cinco Villas encontramos personajes populares del carnaval en diversas localidades como el Amortajau de Navardún, el Esquilón de Biel, Longás y Luesia, el Allaga y el Cuernazos de Pintano, el Ensabanau de Rivas, el Hombre del Higuico de Luesia y Pintano; el Cobertor de Uncastillo, el Madamas, de Longás y Pintano, y el Mascaretas un personaje común a muchos municipios de la zona.
En 2023 comienza la recuperación de este carnaval tradicional de las Cinco Villas en Urriés. de nuevo los personajes de toda la comarca se reúnen y salen a la calle en esa inversión de papeles establecidos por las normas de la época. De ronda por las calles sacan "el entierro" o "el entierro de la sardina" en la que sobre un cernedor sacan a una personaje ensabanado all que siguen un cura y dos monaguillos para acabar quemando al pelele en la hoguera rodeados de música y fuegos artificiales. Una celebración que se engloba dentro de un proyecto turístico-cultural llamado las Crónicas de Rasmia
- Carnaval de Tauste

### Asturias
- Avilés

El Carnaval de Avilés o Antroxu es una de las fiestas más importantes en el norte de España. Dura alrededor de una semana repleta de actividades, concursos y actuaciones de todo tipo, entre las que destacan el Jueves de Comadres, el concurso de "Chigres Antroxaos" (los bares y restaurantes se disfrazan), el Desfile de Carnaval, el Descenso Fluvial de Galiana o el Certamen del Rey del Gochu la Faba. Se realizan, además, actuaciones de orquestas y grupos de actualidad en El Parche (Plaza de España).
- Gijón

Fiesta de interés turístico regional. El Antroxu, en Gijón, son las fiestas de Carnaval. Se celebran coincidiendo con los carnavales al igual que en el resto de la geografía española, generalmente en el mes de febrero. Las fiestas del Antroxu comienzan con el popular Jueves de Comadres y se alarga hasta el martes de Carnaval. Durante todos estos días se celebran en la ciudad concursos de disfraces, charangas... pasacalles, el famoso desfile d'Antroxu (Lunes de Carnaval) y la fiesta finaliza el Martes de Carnaval, con la lectura del testamento y el entierro de la Sardina. Durante las jornadas de fiesta se pueden degustar los típicos platos asturianos de estas fiestas en numerosos restaurantes de la ciudad (Pote Asturiano, Frixuelos, Picatostes...)

### Canarias

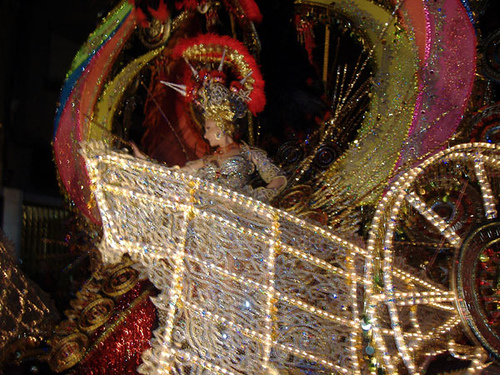
Reina del Carnaval de Santa Cruz de Tenerife 2006

En el archipiélago estas populares fiestas callejeras se extienden durante más de una semana, con la participación de murgas, comparsas, grupos de disfraces y concursos como la Gala de Elección de la Reina.
Aunque se celebran en todas las islas, quizá el más concurrido sea el Carnaval de Santa Cruz de Tenerife (declarado Fiesta de Interés Turístico Internacional, y propuesto como Patrimonio de la Humanidad). También destaca el Carnaval de Las Palmas de Gran Canaria y su Gala Drag. Otros menos conocidos son el Mataculebra de Puerto de la Cruz, el de Los Cristianos y el de Candelaria (con un popular encuentro regional de murgas) los tres en Tenerife, el Carnaval de Playa del Inglés en Gran Canaria y el de Arguineguín, en la misma isla. Los Carneros de Tigaday en El Hierro, los Diabletes de Teguise y la parranda Los Buches de Arrecife, ambos de Lanzarote; Los Indianos de Santa Cruz de La Palma y el Carnaval de Los Llanos de Aridane ambos de la isla de La Palma.

#### Provincia de Santa Cruz de Tenerife
- Carnaval de Candelaria

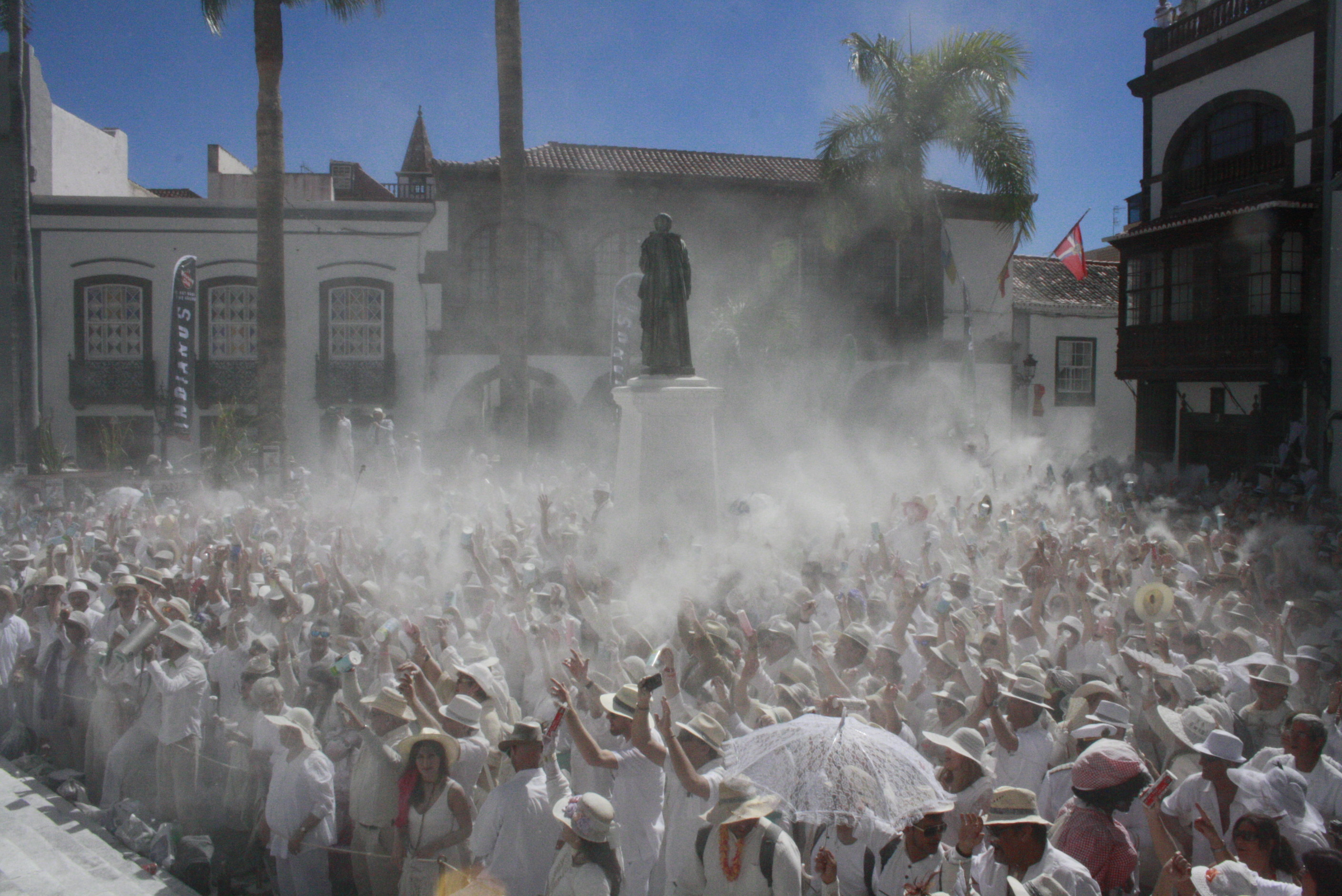
Los Indianos del carnaval de Santa Cruz de La Palma 2015

- Carnaval de Tacoronte (Piñata Chica)
- Carnaval de El Hierro
- Carnaval Internacional de Los Cristianos
- Carnaval de Los Llanos de Aridane
- Carnaval de Puerto de la Cruz
- Carnaval de San Andrés y Sauces (Entierro de la Sardina)[17]
- Carnaval de Santa Cruz de La Palma (incluye la fiesta de Los Indianos)
- Carnaval de Santa Cruz de Tenerife

#### Provincia de Las Palmas
- Carnaval de Arguineguín
- Carnaval de Arrecife

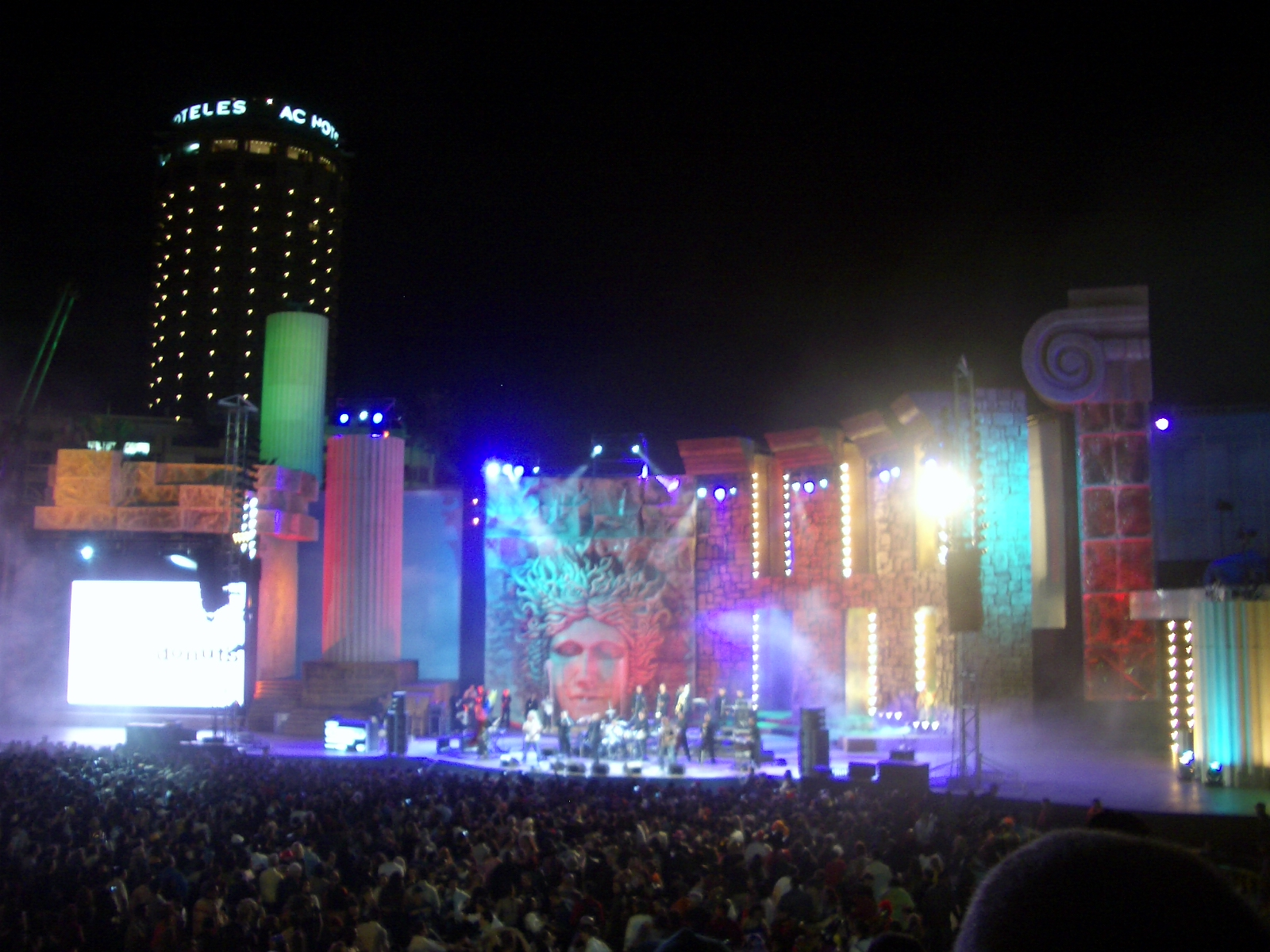
Una de las noches temáticas del Carnaval de Las Palmas de Gran Canaria 2008.

- Carnaval de La Aldea de San Nicolás
- Carnaval de Las Palmas de Gran Canaria
- Carnaval de Maspalomas
- Carnaval de Teguise

### Cantabria
- Carnaval de Santoña

Declarado Fiesta de Interés Turístico Nacional en 1985, unas ordenanzas municipales del año 1883 ya lo regulaban. Famoso por sus murgas, sus desfiles, su particular entierro del Besugo (en vez de la tradicional sardina) precedido del Juicio en el Fondo del Mar, y su día del aldeano (o trasmerano).
- Silió

### Castilla-La Mancha

#### Provincia de Albacete
- Carnaval de Tarazona de la Mancha
- Carnaval de Villarrobledo

#### Provincia de Ciudad Real
- Carnaval de Alcázar de San Juan
- Carnaval de Herencia
- Carnaval de Miguelturra
- Carnaval de Fernán Caballero
- Carnaval de Almadén

#### Provincia de Toledo
- Carnaval de Toledo

#### Provincia de Guadalajara
- Carnaval de Guadalajara

Los carnavales en Guadalajara duran casi una semana completa, los primeros actos son desfiles de cabezudos para niños o onvite a bizcocho borracho en alguna de las plazas de la ciudad.
El sábado de Carnaval se hace un gran desfile, donde participan los adultos, en parejas, individuales, o grupos, el ganados suele llevarse un premio. El domingo por la mañana se celebra el desfile infantil con las mismas características que el de adultos.
El carnaval cierra el miércoles con el Entierro de La Sardina, que está declarado de interés turístico, durante 5 días los niños tienen libre en colegios e institutos.

### Castilla y León

#### Provincia de Ávila
- Carnaval de Cebreros (Fiesta de Interés Turístico Regional)

#### Provincia de León
- Carnaval de La Bañeza (Fiesta de Interés Turístico Nacional)

#### Provincia de Burgos
- Carnaval de Rabanera del Pinar

#### Provincia de Soria
- Carnaval de Soria

#### Provincia de Salamanca
- Ciudad Rodrigo Fiestas de Interés Turístico Nacional,

#### Provincia de Palencia
- Aguilar de Campoo

(Carnaval de La Galleta, Fiesta de Interés Turístico Nacional)

#### Provincia de Zamora
- Carnaval de Benavente

### Cataluña
Como casi cualquier otro Carnaval del planeta, el Carnaval es la fiesta pagana que se celebra en el intervalo de tiempo que va desde la venida de los Reyes Magos, hasta el miércoles de ceniza, día en el cual comienza la Cuaresma.
En catalán se dice Carnestoltes, deriva del latín carnis cualis, o sea 'carnes privadas', y hace alusión a la prohibición de comer carne durante los cuarenta días de la Cuaresma.
El miércoles de Ceniza, el rey Carnestoltes se enfrenta a un juicio contra la Vella Cuaresma (De cual, la Vella sale ganando siempre), una vez terminado el juicio se condena al rey Carnestoltes a muerte y se incendia el muñeco que representaba al Rey Carnestoltes, cuando acaba la incineración del muñeco comienza la Cuaresma (40 días en los que no se puede comer carne).
Los más famosos carnavales catalanes son los de Solsona, Cunit, Villanueva y Geltrú, Sitges, Rubí, Tarragona, Olot, Torelló, Palamós y Castillo de Aro. El Carnaval de Solsona tiene una gran afluencia de público el Sábado de Carnaval debido a la típica ceremonia de "Penjada del Ruc". El Carnaval de Castillo de Aro tiene una afluencia de 500.000 espectadores y hasta 14 000 figurantes, el carnaval de Palamós tiene más de 100.000 espectadores y 10 000 concursantes. El Carnaval de Villanueva y Geltrú es el carnaval más tradicional que, seguramente, podemos encontrar en el mundo, destacando el acto central "Las Comparsas de Vilanova" ("Les Comparses de Vilanova") el domingo de Comparsas, donde más de 20 000 personas se enzarzan en una guerra de caramelos.

#### Provincia de Lérida
- Carnaval de Solsona (Fiestas de Interés Turístico Nacional)

#### Provincia de Barcelona
- Carnaval de Rubí
- Carnaval de Sitges (Fiestas de Interés Turístico Nacional)
- Carnaval de Sallent
- Carnaval de Villanueva y Geltrú (Fiestas de Interés Turístico Nacional)
- Carnaval de Torelló

#### Provincia de Gerona
- Carnaval de Palamós
- Carnaval de Castillo de Aro
- Carnaval de Lloret de Mar
- Carnaval de Olot
- Carnaval de Rosas
- Carnaval de San Feliú  de Guíxols
- Carnaval de Santa Cristina de Aro
- Carnaval de Playa de Aro
- Carnaval de Tosa de Mar

#### Provincia de Tarragona
- Carnaval de Cunit
- Carnaval de Tarragona

### Extremadura

#### Provincia de Badajoz
- Carnaval de Badajoz (Fiesta de Interés Turístico Internacional)
- Carnaval de Quintana de la Serena
- Carnaval de Mérida

#### Provincia de Cáceres
- Carnaval de Navalmoral de la Mata (Fiestas de Interés Turístico Regional de Extremadura)
- Carnaval de Jaraíz de la Vera
- Carnaval de Villanueva de la Vera

- Carnaval de Peraleda de la Mata

### Galicia

#### Provincia de Lugo
- Entroido de Salcedo

#### Provincia de Orense
- Entroido de Xinzo de Limia.[18]
- Entroido de Cobres.[19]
- Entroido de Laza.[20]
- Entroido de Verín.[21]
- Entroido dos Felos de Maceda.[22]
- Entroido dos Xenerais do Ulla.[23]
- Entroido de Vilariño de Conso.[24]
- Entrudio de Viana del Bollo.[25]
- Entrudio de Manzaneda.[26][27]

### Comunidad de Madrid
- Carnaval de Alcalá de Henares
- Carnaval de Alcorcón
- Carnaval de Aranjuez
- Carnaval de Buitrago del Lozoya
- Carnaval de Chinchón
- Carnaval de Colmenar Viejo
- Carnaval de Colmenarejo
- Carnaval de El Berrueco
- Carnaval de Hoyo de Manzanares
- Carnaval de Leganés
- Carnaval de Madrid
- Carnaval de Majadahonda
- Carnaval de Móstoles
- Carnaval de Navalcarnero
- Carnaval de Nuevo Baztán
- Carnaval de Torrejón de Ardoz
- Carnaval de San Lorenzo de El Escorial
- Carnavales de Fuenlabrada

### Región de Murcia
En Murcia se celebra el carnaval en bastantes localidades, entre ellas cabe citar el de Águilas (declarados de Interés Turístico internacional y con máscaras tan curiosas como la Mussona), se trata del carnaval más importante de la Región de Murcia y uno de los más emblemáticos de España; además destacan los de Alcantarilla, Aljucer, Beniaján, Cabezo de Torres, Cartagena, Fortuna, La Unión, Las Torres de Cotillas, Llano de Brujas, Lorca, Librilla, Molina de Segura, Sangonera la Verde, Santiago de la Ribera, Totana, Yecla y Zeneta.

### Navarra
- Alsasua
- Aoiz
- Aranaz
- Bacáicoa
- Baztán
- Berriozar
- Burlada
- Cintruénigo
- Cendea de Cizur
- Estella
- Goizueta
- Huarte
- Ituren
- Lanz

- Lesaca
- Leiza
- Lumbier
- Valcarlos
- Pamplona
- Tafalla
- Tudela
- Unanua
- Vera de Bidasoa
- Zubieta

### Comunidad Valenciana

#### Provincia de Alicante
- Carnaval de Alicante
- Carnaval de Jávea

#### Provincia de Castellón
- Alcalá de Chivert
- Grao de Castellón
- Vinaroz (Fiesta de Interés Turístico Autonómico)

No hay datos exactos de los comienzos de la fiesta del Carnaval en la ciudad de Vinaroz, en la Comunidad Valenciana. El documento más antiguo que se conserva en el Archivo municipal corresponde a la realización de un baile de máscaras que se celebró en el año 1871, en el cual se recaudaron cincuenta reales que el Sr. Nicolás Bas Rodríguez hizo entrega al alcalde presidente del Ayuntamiento, el Sr. Demetrio Ayguals de Izco, para la beneficencia.
Posteriormente y en tiempos de la Segunda República española, ya hay indicios de la celebración espontánea del Carnaval, pasando a partir de 1939 a ser una fiesta prohibida, siendo muchos vecinos que se disfrazaban, contando un poco de manga ancha por parte de las autoridades del momento, lo cual hizo que esa iniciativa llevada a cabo por algunos vecinos continuara.
Llegando hasta nuevos días y con la llegada de la democracia, la fiesta del Carnaval empezó a resurgir con mayor fuerza, siendo para el año 1983 cuando las primeras comparsas y libres empiezan a desfilar por las calles de Vinaròs hasta llegar a la actualidad, donde 32 son las comparsas que desfilan acompañadas de un nutrido grupo de libres.
En la actualidad de Vinaroz, el carnaval se celebra 40 días antes del inicio de la cuaresma. Doce días antes del miércoles de ceniza dan comienzo los diferentes actos del Carnaval, los cuales durarán 11 días. Son muchos los actos multitudinarios, como la imposición de corbatines a los estandartes de las comparsas, la proclamación de las reinas, dos grandes desfiles que se celebran en el último fin de semana, diferentes actos de tipo deportivo, cultural, gastronómico, etc. Todo ello llenará un amplio programa de fiestas, elaborando y organizado por la Comisión Organizadora del Carnaval (C.O.C) y contando con el patrocinio y colaboración del Magnífico Ayuntamiento de Vinaroz.

#### Provincia de Valencia
- Bélgida
- Carlet
- Ollería
- Villar del Arzobispo

### País Vasco

#### Álava
- Amurrio
- Llodio
- Salvatierra
- Zalduendo de Álava
- Vitoria

#### Guipúzcoa
- Éibar
- Oyarzun
- Tolosa

#### Vizcaya
- Bilbao
- Mundaca
- Ondárroa